# Svensk-koreanska föreningen
Svensk-koreanska föreningen beskriver sig som en "partipolitiskt obunden vänskapsförening som arbetar för att stärka vänskapen mellan de svenska och koreanska folken och för att utveckla förbindelser mellan Sverige och Demokratiska folkrepubliken Korea". 
Föreningen grundades sommaren 1969, och dess syfte är sedan 1972 att vara en partipolitiskt obunden vänskapsförening med huvuduppgiften att "sprida kännedom om vad som händer i Korea, stödja strävandena till återförening och arbeta för ett erkännande av DFRK."
Svensk-koreanska föreningen är öppet solidarisk med den nordkoreanska regimen. Nordkoreas statsskick beskrivs som "icke-kompromissande socialistiskt". I synnerhet stödjer föreningen Nordkoreas rätt till självständighet och rätt att försvara denna från yttre inblandning. Föreningen upprätthåller även vänskapliga förbindelser med den nordkoreanska staten.
I dagsläget har Svensk-koreanska föreningen runt 300 medlemmar. Föreningen utger sedan 1970 tidskriften Korea-information (alternativ stavning Korea information; ISSN 0345-5939, Libris 3679081) med ett nummer per kvartal. En prenumeration på tidningen är kostnadsfri för föreningens medlemmar och kostar 150 kronor per år för övriga.
Föreningen anordnar med jämna mellanrum resor till Nordkorea, på vilka även icke-medlemmar får delta.

## Ordförande
- Torsten Brännström (1969-1971)
- Birgitta Sevefjord (1971-1972)
- Torsten Brännström (1972-1973)
- Evert Kumm (1973-1975)
- Karen Lundberg (1975-1976)
- Gustav Lorentzon (1976-1980)
- Nils-Eric Gustafsson (1980-1986)
- Bert Andersson (1986-1994)
- Thomas Rönström (1994-2004)
- Christer Lundgren (2004-)[1]